# Abdoulaye Ndiaye
Abdoulaye Ndiaye (Casamanza, 10 de abril de 2002) es un futbolista senegalés que juega en la demarcación de defensa para el Parma Calcio 1913 de la Serie A.

## Selección nacional
Tras jugar en las categorías inferiores de la selección, finalmente el 8 de enero de 2024 hizo su debut con la selección de fútbol de Senegal en un encuentro amistoso contra Níger que finalizó con un resultado de 1-0 a favor del combinado senegalés tras un gol de Formose Mendy.

## Clubes
| Club                       | País    | Año       | Partidos | Goles |
| -------------------------- | ------- | --------- | -------- | ----- |
| Olympique Lyonnais II      | Francia | 2020-2022 | 17       | 0     |
| S. C. Bastia (cedido)      | Francia | 2022-2023 | 29       | 1     |
| E. S. Troyes A. C.         | Francia | 2023-2024 | 31       | 0     |
| Stade Brestois 29 (cedido) | Francia | 2024-2025 | 27       | 1     |
| Parma Calcio 1913          | Italia  | 2025-     |          |       |